# Radici (film 2011)
Radici è un film italiano del 2011 diretto da Carlo Luglio.
La pellicola partecipa alle Giornate degli autori della 68ª Mostra internazionale d'arte cinematografica di Venezia.

## Trama
Enzo Gragnaniello attraverso la sua musica, fa da cicerone nella città di Napoli, attraverso un percorso di sopra nei luoghi dei monumenti più famosi e nei quartieri più vivi, ed un percorso di sotto attraverso i luoghi mitologici e storici della città partenopea. Il film offre agli spettatori uno squarcio sulle bellezze della città, da tempo bersagliata dal malcostume degli stereotipi.

Nel montaggio sono stati inserite immagini cinematografiche ambientate a Napoli, tratte dalle pellicole Veduta di Napoli di anonimo francese del 1911, Viaggio in Italia di Roberto Rossellini del 1954, Carosello Cinzano di Ermanno Olmi del 1969, I bambini e noi di Luigi Comencini del 1970, Signore e signori, buonanotte di Nanni Loy del 1976 e La pelle di Liliana Cavani del 1981.

## Location
Scene del film sono state girate nel Tempio di Apollo a Cuma, nel Tempio di Mercurio a Baia, nella Piscina Mirabilis e alla Casina Vanvitelliana di Bacoli, a Napoli al Maschio Angioino, sul Pontile nord di Bagnoli e nella Grotta di Seiano, a Pozzuoli nel Vulcano Solfatara.

## Riconoscimenti
- Chicago International Film Festival 2015: Spotlight Architecture
- Festival internazionale del film di Roma 2013: Prospettive Doc Italia
- Primo Premio alla 21ª Rassegna del Documentario Premio Libero Bizzarri